# W. H. Auden
Wystan Hugh Auden (York, 21 de fevereiro de 1907 — Viena, 29 de setembro de 1973), mais conhecido como W. H. Auden, foi um poeta anglo-americano, tido como um dos grandes autores do século XX. A poesia de Auden notabilizou-se por suas conquistas técnicas e estilísticas, seu engajamento com a política, a moral, o amor e a religião, e sua variedade quanto ao tom, forma e conteúdo. Alguns de seus mais conhecidos poemas são: sobre o amor, como "Blues do funeral"; sobre temas sociais e políticos, como "Primeiro de setembro de 1939" e "O escudo de Aquiles"; sobre temas psicológicos e culturais, como "A era da ansiedade"; e sobre temas religiosos, como "Por enquanto" e "Horas canônicas".
Auden nasceu em York e cresceu na região de Birmingham, em uma família de classe média. Ele estudou inglês na Christ Church, em Oxford. Depois de alguns meses em Berlim em 1928-29, ele passou cinco anos (1930-35) ensinando numa escola preparatória. Em seguida, viajou para a Islândia e a China, para escrever livros sobre suas jornadas. Em 1939, ele se mudou para os Estados Unidos. Ele se tornou um cidadão estadunidense em 1946, mantendo, no entanto, também sua cidadania britânica. Ele ensinou de 1941 a 1945 em universidades dos Estados Unidos. Durante a década de 1950, foi, ocasionalmente, professor visitante. De 1947 a 1957, passou o inverno em Nova Iorque e o verão em Ísquia. De 1958 até o final da vida, passou o inverno em Nova Iorque (em 1972-73, ele passou o inverno em Oxford) e o verão em Kirchstetten (Baixa Áustria). 
Ele conquistou inicialmente a atenção do público com seu primeiro livro "Poemas" (1930), com a idade de 23 anos. Este foi seguido por "Os oradores" (1932). Auden escreveu três peças de teatro em colaboração com Christopher Isherwood entre 1935 e 1938, as quais firmaram sua reputação como escritor de esquerda. Auden se mudou para os Estados Unidos em parte para escapar dessa reputação. Seu trabalho na década de 1940, incluindo os longos poemas "Por enquanto" e "O mar e o espelho", focaram temas religiosos. Ele ganhou o Prémio Pulitzer de Poesia por seu longo poema de 1947 "A era da ansiedade", um título que se tornou uma popular descrição da era contemporânea. De 1956 a 1961, ele foi professor de poesia na Universidade de Oxford. Suas palestras eram populares entre os estudantes, e se tornaram a base de sua coletânea de prosa de 1962 "A mão do tintureiro".
Auden e Isherwood mantiveram uma longa porém não contínua amizade sexual de 1927 a 1939, e ambos tiveram intensas porém breves relações com outros homens. Em 1939, Auden se apaixonou por Chester Kallman, e passou a ver o relacionamento de ambos como um casamento. Porém isso acabou em 1941, quando Kallman recusou a fidelidade exigida por Auden. Entretanto, os dois mantiveram sua amizade, e de 1947 até à morte de Auden viveram na mesma residência, numa relação não sexual, frequentemente colaborando em libretos de ópera, como o de "The Rake's Progress", com música de Igor Stravinsky. 
Seus primeiros poemas, escritos no final da década de 1920 e início da década de 1930, alternavam estilos modernos telegráficos e fluentes tradicionais, e foram escritas em um tom intenso e dramático, estabelecendo sua reputação como um poeta político de esquerda e profeta. Ele tornou-se desconfortável nesse papel posteriormente em 1930, e abandonou-a depois que ele se mudou para os Estados Unidos em 1939, onde se tornou um cidadão americano em 1946. Seus poemas em 1940 exploraram temas religiosos e éticos de uma forma menos dramática do que seus trabalhos anteriores, mas ainda combinando formas tradicionais e estilos com novas formas concebidas por Auden para si mesmo. Nas décadas de 1950 e 1960, muitos de seus poemas foram voltados para as formas em que palavras reveladas escondiam as emoções, e ele tomou um interesse particular por escritos libretos de ópera, uma forma ideal para a expressão direta de sentimentos fortes.
Para os jovens intelectuais de esquerda, ele foi a grande voz da década de 1930, "denunciando os males da sociedade capitalista, mas também alertando para a ascensão do totalitarismo": algumas vezes demasiadamente político, sempre implicitamente radical e incômodo, pela frequência com que lançava mão, em seus poemas, de espiões, bordéis e impulsos reprimidos - sua homossexualidade estava por trás de várias referências pessoais, aparecendo insistentemente em sua poesia. Assim que T. S. Eliot publicou a primeira coletânea de Auden, Poemas (1930), ele foi imediatamente reconhecido como porta-voz de sua geração. Filho de médico, Auden foi educado na Escola Gresham e na Christ Church, em Oxford, onde se tornou o líder de uma "gangue" formada por Stephen Spender, Louis MacNeice e Cecil Day-Lewis (pai do ator Daniel Day-Lewis). Logo, começou a colaborar com um amigo da escola preparatória, Christopher Isherwood, em peças esquerdistas que misturavam farsa e poesia. Em 1939, mudou-se com Isherwood para a América, onde conheceu aquele que se tornaria seu companheiro, Chester Kallman, com quem anos mais tarde escreveu libretos de ópera, incluindo The Rake's Progress, para Stravinsky.
Auden era um prolífico escritor de ensaios sobre temas políticos, religiosos, literários e psicológicos. Também trabalhou várias vezes em filmes documentários e peças de teatro poéticas. Ao longo de sua carreira, foi tanto controverso quanto influente. Críticas sobre seu trabalho variavam do simples desprezo - tratando-o como uma figura menor que W. B. Yeats e T. S. Eliot - ao forte apoio, como expressou Joseph Brodsky: "é a maior mente do século XX". Depois de sua morte, seus poemas se tornaram conhecidos por um público muito maior, através de filmes e gravações. Seu poema Stop all the clocks, cut off the telephone (ou Funeral Blues) foi utilizado no filme Quatro casamentos e um funeral  (Título original: Four Weddings and a Funeral), de Mike Newell (1994).

## Biografia

### Infância
Auden nasceu em Bootham, em York, na Inglaterra, filho de George Augustus Auden (1872–1957), um médico, e Constance Rosalie Auden (nascida Bicknell; 1869–1941), que foi treinada mas nunca serviu como enfermeira missionária. Ele era o terceiro de três filhos: o mais velho, George Bernard Auden (1900–1978), se tornou um fazendeiro; o segundo, John Bicknell Auden (1903-1991), se tornou um geólogo. Os Audens faziam parte da pequena nobreza rural, e possuíam forte tradição clerical. Eram originalmente de Rowley Regis, e posteriormente de Horninglow, em Staffordshire.
Auden, cujos avós eram clérigos da Igreja Anglicana, cresceu numa casa anglocatólica que seguia uma forma alta de anglicanismo, com doutrina e ritual semelhantes aos do catolicismo romano. Ele acreditava que seu amor por música e linguagem se devia em parte aos rituais religiosos de sua infância. Também acreditava que possuía antepassados islandeses. Sua fascinação por lendas islandesas e sagas em língua nórdica antiga é uma constante em suas obras.
Sua família se mudou para Homer Road, em Solihull, perto de Birmingham, em 1908, onde seu pai foi nomeado oficial médico escolar e conferencista (e, posteriormente, professor) de saúde pública. O duradouro interesse de Auden por psicanálise começou na biblioteca de seu pai. Com a idade de oito anos, ele já frequentava o colégio interno, retornando para casa nos feriados. Suas visitas à região dos Peninos e sua decadente indústria mineira figuram em muitos de seus poemas; a remota vila mineira de Rookhope era, para ele, um "cenário sagrado", evocado em seu tardio poema "Amor loci". Até os quinze anos de idade, ele esperava se tornar engenheiro de minas, mas sua paixão pelas palavras já havia começado. Ele escreveu, posteriormente:

Palavras me excitam tanto que uma história pornográfica, por exemplo, me excita mais que uma pessoa real.

### Educação
Auden frequentou a Escola de Santo Edmundo, na vila de Hindhead, em Surrey, onde ele encontrou Christopher Isherwood, que se tornaria um famoso novelista. Com treze anos de idade, ele foi para a Escola de Gresham, em Norfolk. Lá, em 1922, quando seu amigo Robert Medley lhe perguntou se ele escrevia poesia, Auden compreendeu, pela primeira vez, que sua vocação era ser poeta. Logo em seguida, ele "descobriu que perdera a fé"(através de uma compreensão gradual, não através de uma súbita mudança). Em peças escolares de Shakespeare, ele interpretou a Catarina de A megera domada em 1922, e o Caliban de A Tempestade em 1925, seu último ano na escola de Gresham. Seus primeiros poemas publicados apareceram na revista da escola em 1923. Posteriormente, Auden escreveu um capítulo sobre a escola de Gresham no livro "A velha escola: ensaios por diversas mãos" (1934), de Graham Greene.
Em 1925, ele foi para Christ Church (Oxford), com uma bolsa de estudos em biologia; ele mudou a bolsa para inglês no segundo ano, e foi introduzido à poesia em inglês antigo através de palestras de J. R. R. Tolkien. Entre os amigos que fez em Oxford, podem ser citados Cecil Day-Lewis, Louis MacNeice e Stephen Spender. Os quatro passaram a ser conhecidos na década de 1930 como "grupo de Auden" por suas posições politicamente de esquerda. Auden deixou Oxford em 1928 com um grau de terceira classe.
Auden foi novamente apresentado a Christopher Isherwood em 1925 por seu colega A. S. T. Fisher. Nos anos seguintes, Auden enviou poemas a Isherwood para que ele os comentasse. Os dois mantiveram uma amizade sexual nos intervalos de suas relações com outros. Em 1935-39, eles colaboraram em três peças e um livro de viagem.
De seus anos em Oxford em diante, os amigos de Auden sempre o descreveram como divertido, extravagante, simpático, generoso e, parcialmente por sua própria escolha, solitário. Em grupo, ele era, frequentemente, dogmático e arrogante, em um jeito cômico. Em ambientes mais íntimos, ele era tímido, a não ser quando tinha certeza de que seria bem acolhido. Era pontual em seus hábitos, e obsessivo quanto a prazos, embora optasse por viver em um ambiente físico desorganizado.

### Grã-Bretanha e Europa, 1928-1938
No final de 1928, Auden deixou a Grã-Bretanha por nove meses e foi para Berlim, talvez parcialmente para fugir da repressão na Inglaterra. Em Berlim, ele experimentou, pela primeira vez, a inquietude econômica e política, que se tornaria um de seus temas principais. Mais ou menos na mesma época, Stephen Spender publicou, por conta própria, um pequeno panfleto dos "Poemas" de Auden, com 45 cópias, distribuídas entre os amigos e familiares de Auden e Spender. Esta edição é, frequentemente, chamada de "Poemas" (1928), para distingui-la da edição comercial de 1930.
Quando retornou para a Grã-Bretanha em 1929, ele trabalhou brevemente como tutor. Em 1930, seu primeiro livro publicado, "Poemas", foi aceito por T. S. Eliot para a Faber and Faber. Essa empresa se tornou a responsável pela publicação na Grã-Bretanha de todos os livros de Auden daí em diante. Em 1930, ele se tornou mestre-escola por cinco anos em escolas masculinas: dois anos na academia Larchfield, em Helensburgh, na Escócia, e três anos na escola Downs, nos montes Malvern, onde foi um professor muito estimado. Na escola Downs, em junho de 1933, ele experimentou o que descreveu posteriormente como uma "visão de ágape", enquanto sentava com três colegas professores e descobriu subitamente que os amava pelo que eles eram, que a existência deles tinha infinito valor para ele. Essa experiência, segundo Auden, influenciou na sua decisão de voltar para a igreja anglicana em 1940.
Durante esses anos, o interesse erótico de Auden ficou focado, conforme ele descreveu posteriormente, num idealizado alter ego, mais do que em pessoas individuais. Seus relacionamentos (e seus malsucedidos namoros) tenderam a ser desiguais em idade ou inteligência; seus relacionamentos sexuais eram transitórios, embora alguns tenham se transformado em duradouras amizades. Ele contrastou essas relações com o que ele encarou posteriormente como o "casamento" (em suas próprias palavras) que teve com Chester Kallman em 1939, baseado na individualidade única de ambos os parceiros.
De 1935 até quando deixou a Grã-Bretanha no início de 1939, Auden trabalhou como revisor, ensaísta e palestrante independente, primeiramente com a GPO Film Unit, um ramo do correio que produzia documentários, sob a chefia de John Grierson. Através deste trabalho, em 1935 ele colaborou com Benjamin Britten, com quem ele também trabalharia em peças de teatro, ciclos de canção e um libreto. As peças de Auden na década de 1930 foram interpretadas pelo Group Theatre. Essas peças eram supervisionadas, em variados graus, por Auden.
O seu trabalho refletia, na época, a ideia de que um bom artista precisava ser "mais do que um mero jornalista". Em 1936, Auden passou três meses na Islândia, onde ele reuniu material para o livro de viagem "Cartas da Islândia" (1937), escrito em colaboração com Louis MacNeice. Em 1937, ele foi para a Espanha com a intenção de dirigir uma ambulância para a Segunda República Espanhola durante a Guerra Civil Espanhola, mas foi colocado para trabalhar redigindo propaganda no departamento de imprensa e propaganda da república. Lá, ele se sentiu sem função, e abandonou o emprego depois de uma semana. Ele retornou para a Inglaterra depois de uma rápida visita à frente de batalha em Sarineña. Sua visita de sete semanas à Espanha afetou-o profundamente, e sua visão social se tornou mais complexa, conforme ele descobriu que a realidade política era mais ambígua e complicada do que ele imaginava até então. Tentando, novamente, combinar reportagem e arte, ele e Isherwood passaram seis meses em 1938 visitando a China durante a Segunda Guerra Sino-Japonesa, para escrever o livro Jornada para uma guerra (1939). Na sua viagem de volta à Inglaterra, eles permaneceram brevemente em Nova Iorque e decidiram se mudar para os Estados Unidos. Auden passou o final de 1938 parcialmente na Inglaterra, parcialmente em Bruxelas. Muitos dos poemas de Auden durante a década de 1930 e posteriormente foram inspirados por amor não consumado. Na década de 1950, ele resumiu sua vida emocional num famoso par de versos: 
Se a afeição igual não pode ser
Que o mais amoroso seja eu.
Ele tinha uma vocação para a amizade e, a partir do final da década de 1930, passou a desejar ardentemente a estabilidade de um casamento. Em uma carta para seu amigo James Stern, ele chamou o casamento de "o único assunto". Por toda sua vida, Auden realizou atos de caridade, algumas vezes publicamente (como seu casamento por conveniência em 1935 com Erika Mann que proporcionou, a esta, o passaporte britânico que lhe permitiu escapar dos nazistas), mas, especialmente em seus últimos anos, mais frequentemente de modo privado. Ele ficava constrangido quando tais atos eram revelados, como quando sua doação para a amiga Dorothy Day, do movimento Trabalhador Católico, foi capa do jornal The New York Times em 1956.

### Estados Unidos e Europa, 1939-1973
Auden e Isherwood velejaram para os Estados Unidos em janeiro de 1939, entrando com vistos temporários. Sua partida da Grã-Bretanha foi vista por muitos como uma traição, e a reputação de Auden foi manchada. Em abril de 1939, Isherwood se mudou para a Califórnia, e ele e Auden se viram apenas esporadicamente durante os anos seguintes. Nessa época, Auden encontrou o poeta Chester Kallman, que se tornou seu amante pelos dois anos seguintes (Auden descreveu a relação de ambos como um "casamento" que começou com uma jornada de "lua de mel" que cruzou o país).
Em 1941, Kallman terminou o relacionamento porque não aceitou a exigência de Auden de mútua fidelidade, mas eles continuaram amigos por todo o resto da vida de Auden, dividindo residências desde 1953 até a morte de Auden. Auden dedicou ambas as edições de sua poesia selecionada (1945/50 e 1966) a Isherwood e Kallman.
Em 1940-41, viveu numa casa no número 7 da rua Middagh, em Brooklyn Heights. A casa era dividida com Carson McCullers, Benjamin Britten e outros, e se tornou um famoso centro da vida artística, sendo apelidada de "casa de fevereiro". Em 1940, Auden se juntou à Igreja Episcopal dos Estados Unidos, retornando à fé anglicana que ele havia abandonado aos quinze anos de idade. Sua reconversão foi influenciada parcialmente pelo que ele chamou de "santidade" de Charles Williams, a quem ele havia encontrado em 1937, e parcialmente pela leitura de Søren Kierkegaard e Reinhold Niebuhr. Este cristianismo existencialista e terreno se tornou um elemento central em sua vida.
Depois que a Grã-Bretanha declarou guerra à Alemanha em setembro de 1939, Auden informou, à embaixada britânica em Washington, que ele retornaria ao Reino Unido se fosse necessário. Ele foi então informado de que as pessoas de sua idade (37) só seriam requisitadas se tivessem qualificação. Em 1941-42, ele ensinou inglês na universidade de Michigan. Ele foi chamado preliminarmente para o exército dos Estados Unidos em agosto de 1942, mas foi dispensado por razões médicas. Ele ganhou uma bolsa Guggenheim para 1942-43 mas não a utilizou, escolhendo ao invés disso lecionar no Swarthmore College em 1942-45.
Em meados de 1945, depois do fim da Segunda Guerra Mundial na Europa, Auden estava na Alemanha com a "Pesquisa sobre o Bombardeamento Estratégico dos Estados Unidos", estudando os efeitos dos bombardeios aliados sobre a moral alemã, uma experiência que afetou seu trabalho pós-guerra, assim como sua visita à Espanha havia afetado seu trabalho anterior. No seu retorno, ele se estabeleceu em Manhattan, trabalhando como um escritor independente, um palestrante da Nova Escola para Pesquisa Social e um professor visitante no colégio Bennington, no colégio Smith e em outras faculdades estadunidenses. Em 1946, ele se tornou um cidadão naturalizado dos Estados Unidos.
Em 1948, Auden começou a passar seus verões na Europa, junto com Chester Kallman, primeiro em Ísquia, na Itália, onde ele alugou uma casa. A partir de 1958, ele começou a passar seus verões em Kirchstetten (Baixa Áustria), onde ele comprou uma fazenda com o dinheiro obtido com o Prêmio Antonio Feltrinelli (1957). Ele disse que derramou lágrimas de alegria por possuir uma casa pela primeira vez na vida. Em 1956-61, Auden foi professor de poesia na Universidade de Oxford, onde ele era obrigado a dar três palestras por ano. Esta carga leve de trabalho permitiu que ele continuasse a passar o inverno na cidade de Nova Iorque, onde ele vivia no número 77 da praça de São Marcos, no East Village, e continuasse a passar o verão na Europa, passando apenas três semanas por ano em Oxford. Ele obtinha a maior parte de sua renda com palestras e leituras itinerantes, e escrevendo para revistas como a The New Yorker e a New York Review of Books.
Em 1963, Kallman deixou o apartamento que dividia com Auden em Nova Iorque, e passou a viver em Atenas durante o inverno, enquanto continuava a viver com Auden na Áustria durante o verão. Em 1972, Auden transferiu sua residência de inverno de Nova Iorque para Oxford, onde sua antiga faculdade, a Christ Church, lhe ofereceu um chalé, embora ele continuasse a passar os verões na Áustria. Auden morreu em Viena em 1973, poucas horas após fornecer uma leitura de seus poemas na Sociedade Austríaca para a Literatura. Sua morte ocorreu no hotel Altenburger Hof, onde ele pretendia passar a noite antes de retornar a Oxford no dia seguinte. Ele foi enterrado em Kirchstetten.

## Obras
Auden publicou aproximadamente quatrocentos poemas, incluindo sete poemas longos (dois deles com a extensão de um livro). Sua poesia era enciclopédica tanto em finalidade quanto em método, variando estilisticamente de um obscuro modernismo do século XX a lúcidas formas tradicionais como baladas e limeriques, de poesias irregulares como um haiku a um oratório de natal e uma écloga barroca com metrificação anglo-saxônica. O tom e o conteúdo de seus poemas variavam de clichés de canções pop a complexas meditações filosóficas, dos calos de seus dedos dos pés a átomos e estrelas, de crises contemporâneas à evolução da sociedade.
Ele também escreveu mais de quatrocentos ensaios e críticas sobre literatura, história, política, música, religião e muitos outros assuntos. Ele colaborou em peças de teatro com Christopher Isherwood e em um libreto de ópera com Chester Kallman, e trabalhou com um grupo de artistas e cineastas em documentários na década de 1930, e com o grupo de música antiga New York Pro Musica nas décadas de 1950 e 1960. Sobre colaboração, Auden escreveu, em 1964:

Colaboração me trouxe mais prazer erótico... que qualquer relação sexual que eu já tive.
 .
De modo controverso, Auden reescreveu ou descartou alguns de seus poemas mais famosos, quando ele preparou, posteriormente, edições selecionadas. Ele escreveu dizendo que rejeitou poemas que achou "chatos" ou "desonestos" no sentido de que expressavam visões que ele nunca havia tido, mas que ele havia usado unicamente por terem um bom efeito retórico. Seus poemas rejeitados incluem "Espanha" e "Primeiro de setembro de 1939". Seu executor literário, Edward Mendelson, defende, em sua introdução de "Poemas selecionados", que a prática de Auden refletia sua compreensão do poder persuasivo de sua poesia e sua relutância em utilizar mal esse poder. ("Poemas selecionados" inclui alguns poemas que Auden rejeitou e versões iniciais de poemas que Auden revisou)

### Obras iniciais, 1922-1939

#### Até 1930
Auden começou a escrever poemas em 1922, aos quinze anos de idade, principalmente ao estilo dos poetas românticos do século XIX, principalmente William Wordsworth, e ao estilo de poetas mais tardios com interesses rurais, como Thomas Hardy. Aos dezoito anos de idade, descobriu T. S. Eliot, e adotou uma versão extrema do estilo deste. Ele encontrou sua própria voz aos vinte anos de idade, quando escreveu o primeiro poema a ser incluído em sua obra selecionada, "Desde a primeira descida". Este e outros poemas do final da década de 1920 tendem a adotar um estilo cortado, elusivo, que aludem a, mas não afirmam diretamente, solidão e perda. Vinte desses poemas apareceram no seu primeiro livro "Poemas" (1928), um panfleto impresso a mão por Stephen Spender.
Em 1928, ele escreveu seu primeiro trabalho dramático, "Pago em ambos os lados", subtitulado "Uma charada", que combinava estilo e conteúdo das sagas islandesas com piadas da vida escolar inglesa. Essa mistura de tragédia e farsa, com um sonho "peça dentro de peça", introduziu a mistura de estilos e conteúdo de muito de seu trabalho posterior. Este drama e trinta pequenos poemas apareceram no seu primeiro livro publicado "Poemas" (1930, segunda edição com sete poemas trocados, 1933). Os poemas no livro eram, principalmente, mediações líricas e gnômicas sobre amor esperado ou não consumado, ou sobre temas pessoais, sociais ou de renovação sazonal. Entre esses poemas, estavam "Era páscoa conforme eu caminhava", "A desgraça é escura", "Senhor, ninguém é inimigo" e "Esta beleza lunar".
Um tema recorrente nesses poemas iniciais é o efeito de "fantasmas familiares", expressão que Auden usava para designar efeitos psicológicos poderosos que gerações passadas exerciam sobre indivíduos atuais, e também o título de um dos poemas. Um tema paralelo, presente em toda sua obra, é o contraste entre evolução biológica (que é involuntária) e evolução psicológica de culturas e indivíduos (que é voluntária).

#### 1931-1935
O próximo trabalho em grande escala de Auden foi "Os oradores: um estudo inglês" (1932, edições revistas, 1934, 1966), em verso e prosa, principalmente sobre o culto a heróis na vida pessoal e política. Nos seus poemas menores, seu estilo se tornou mais aberto e acessível, e o exuberante "Seis odes" em "Os oradores" refletiu seu novo interesse em Robert Burns. Durante os anos seguintes, muitos de seus poemas tiraram sua forma e estilo de baladas tradicionais e canções populares, e também de formas expansivas clássicas como as "Odes" de Horácio, que ele parece ter descoberto através do poeta alemão Friedrich Hölderlin. Nessa época, suas maiores influências eram Dante, William Langland e Alexander Pope.
Nessa época, muitos de seus trabalhos expressavam ideias de esquerda, e ele se tornou amplamente conhecido como um poeta político, embora pessoalmente ele fosse mais ambivalente. Mendelson defende que Auden expunha suas ideias políticas em parte por um sentimento de dever pessoal, e em parte porque elas melhoravam sua reputação, mas que Auden posteriormente se arrependeu de ter feito isso. Geralmente, ele escrevia sobre mudança revolucionária em termos de "mudança de coração", uma transformação da sociedade de uma fechada psicologia do medo para uma aberta psicologia do amor.
Seu drama em versos "A dança da morte" (1933) era uma extravagância política ao estilo do teatro de revista, que Auden chamaria posteriormente de "uma brincadeira niilista". Sua peça seguinte, "O cachorro sob a pele" (1935), que foi escrita em colaboração com Isherwood, foi, de modo similar, uma atualização quase marxista de Gilbert e Sullivan na qual a ideia geral de transformação social foi mais proeminente que qualquer estrutura ou ação política específica.
"A subida do F6" (1937), outra peça escrita com Isherwood, era, em parte, uma sátira anti-imperialista, e em parte um exame dos motivos de Auden para se engajar como um poeta político (através da personalidade do alpinista autodestrutivo Michael Ramson). A peça incluiu a primeira versão do "Blues do funeral (Parem todos os relógios)", escrita como um elogio satírico de um político; posteriormente, Auden reescreveu o poema e lhe alterou o nome para "Canção de cabaré", para falar sobre amor perdido (escrita para ser cantada pela soprano Hedli Anderson, para quem ele escreveu muitas letras na década de 1930). Em 1935, ele trabalhou brevemente em filmes documentários com a unidade de filmes dos correios, escrevendo seu famoso comentário em versos para o documentário "Correio noturno", e textos para outros filmes como parte de seu esforço na década de 1930 em desenvolver uma arte socialmente consciente e acessível.

#### 1936-1939
Em 1936, o editor de Auden escolheu o título "Olhe, estranho!" para uma coleção de odes políticas, poemas de amor, canções cômicas, letras meditativas e uma variedade de versos intelectualmente intensos porém emocionalmente acessíveis. Auden detestou o título, e o trocou por "Nesta ilha" quando a coleção foi lançada nos Estados Unidos em 1937. Entre os poemas incluídos no livro, estão "Audição de colheitas", "No gramado, eu deito na cama", "Oh, o que é esse som", "Olhe, estranho, para esta ilha agora" e "Nossos pais caçadores".
Nessa época, Auden defendia que o artista deveria ser uma espécie de jornalista. Ele colocou essa ideia em prática na obra "Cartas da Islândia" (1937), um livro de viagem em prosa e verso escrito com Louis MacNeice, o qual incluiu seu longo comentário autobiográfico, literário e social "Carta ao senhor Byron". Em 1937, depois de observar a Guerra Civil Espanhola, ele escreveu o poema panfletário politicamente engajado "Espanha". Posteriormente, ele descartou esta obra de suas obras selecionadas. "Jornada para uma guerra" (1939) é um livro de viagem em prosa e verso escrito com Isherwood depois que eles testemunharam a Segunda Guerra Sino-Japonesa. A última colaboração entre Auden e Isherwood foi sua terceira peça, "Na fronteira", uma sátira antiguerra escrita nos estilos da Broadway e do West End.
Nessa época, os poemas menores de Audenf lidavam com a fragilidade e a transitoriedade do amor pessoal ("Dança macabra", "O sonho", "Descanse sua cabeça sonolenta"), um assunto que ele tratou com sagacidade irônica em seu "Quatro canções de cabaré para a senhorita Hedli Anderson" (que incluiu "Diga-me a verdade sobre o amor" e a edição revista de "Blues do funeral"), e também com o efeito corrompedor da cultura pública e oficial sobre as vidas individuais ("Cassino", "Crianças da escola", "Dover"). Em 1938, ele escreveu uma série de baladas irônicas e sombrias sobre fracasso individual ("Senhorita Gee", "James Honeyman", "Victor"). Todas elas apareceram em "Num outro tempo" (1940), junto com poemas como "Dover", "Como ele é", "Museu de Belas-Artes" (todos eles, escritos antes que Auden se mudasse para os Estados Unidos em 1939), "Em memória de W. B. Yeats", "O cidadão desconhecido", "Lei como o amor", "Primeiro de setembro de 1939" e "Em memória de Sigmund Freud" (todos eles, escritos nos Estados Unidos).
As elegias para Yeats e Freud são, em parte, declarações anti-heroicas, nas quais são praticadas grandes ações, não por gênios únicos que ninguém pode imitar, mas por indivíduos comuns, "tolos como nós" (Yeats) ou "não muito inteligentes" (Freud), e que se tornam professores, não heróis que inspiram temor.

### Período médio, 1940-1957

#### 1940-1946
Em 1940, Auden escreveu o longo poema filosófico "Carta do Ano-Novo", que apareceu junto com notas variadas e outros poemas na obra "O homem duplo" (1941). Quando ele retornou para a igreja anglicana, ele começou a escrever versos abstratos sobre temas teológicos, como "Canzone" e "Kairos e logos". Por volta de 1942, conforme ele se tornava mais confortável com temas religiosos, seus versos se tornaram mais abertos e relaxados, e ele passou a usar, crescentemente, os versos silábicos que ele tinha aprendido com a poesia de Marianne Moore.
Neste período, a obra de Auden expressou a tentação de usar o trabalho de outros artistas em vez de julgá-los ("Próspero para Ariel"), e a obrigação moral bem como a tentação de quebrá-la ("Na doença e na saúde"). De 1942 a 1947, ele trabalhou em três longos poemas em forma dramática, cada um diferindo em forma e conteúdo: "Por enquanto: um oratório de natal", "O mar e o espelho: um comentário sobre 'A tempestade' de Shakespeare" (ambos publicados em "Por enquanto" (1944)), e "A era da ansiedade: uma écloga barroca" (publicado separadamente em 1947). Os dois primeiros, com outros novos poemas de Auden de 1940 a 1944, foram incluídos na primeira seleção de obras de Auden, "A poesia selecionada de W. H. Auden" (1945), com a maior parte de seus poemas iniciais, muitos em versões revisadas.

#### 1947-1957
Depois de completar "A era da ansiedade" em 1946, ele focou novamente em poemas mais curtos, como "Uma caminhada depois de escurecer", "A festa do amor" e "A queda de Roma". Muitos desses poemas evocavam a vila italiana onde Auden passou os verões entre 1948 e 1957, e seu poema seguinte, "Nada" (1951), tinha uma atmosfera mediterrânea que era nova na sua obra. Um novo tema era a "importância sagrada" do corpo humano em seu aspecto ordinário (respiração, sono, alimentação) e a continuidade com a natureza que o corpo tornava possível (em contraste com a divisão entre humanidade e natureza que ele havia enfatizado na década de 1930); seus poemas sobre esses temas incluíam "Em louvor ao calcário" (1948) e "Memorial para a cidade" (1949). Em 1949, Auden e Kallman escreveram o libreto para a ópera "O progresso de Rake", de Stravinsky. Posteriormente, eles colaboraram em dois libretos para óperas de Hans Werner Henze.
O primeiro livro exclusivamente em prosa de Auden foi "A inundação quente: a iconografia romântica do mar" (1950), baseada numa série de palestras sobre a imagem do mar na literatura romântica. Entre 1949 e 1954, ele trabalhou numa sequência de sete poemas sobre a Sexta-feira Santa, intitulada "Horas canônicas", uma pesquisa enciclopédica de história pessoal, geológica, biológica e cultural, focada no irreversível ato do assassinato; o poema também foi um estudo sobre ideias cíclicas e lineares do tempo. Enquanto escrevia a obra, Auden também escreveu "Bucólicos", uma sequência de sete poemas sobre a relação do homem com a natureza. Ambas as sequências apareceram em seu livro seguinte, "O escudo de Aquiles" (1955), com outros pequenos poemas, incluindo o poema-título, "Visita da frota" e "Epitáfio para o soldado desconhecido".
Em 1955-56, Auden escreveu um grupo de poemas sobre "história", termo que ele usou para descrever um grupo de acontecimentos únicos gerados por escolhas humanas, em oposição a "natureza", um grupo de eventos involuntários criados por processos naturais, estatísticas e forças anônimas como multidões. Esses poemas incluem "T, o grande", "O fazedor" e o poema-título de sua coleção seguinte, "Homenagem a Clio" (1960).

### Período final, 1958-1973
No final da década de 1950, o estilo de Auden se tornou menos retórico conforme ele aumentava sua gama de estilos. Em 1958, ele transferiu sua residência de verão da Itália para a Áustria, e escreveu "Adeus ao meio-dia"; outros poemas do período incluem "Poesia e verdade: um poema não escrito", um poema em prosa sobre a relação entre o amor e a linguagem poética e pessoal, e o contrastante "Senhora criança", sobre o instinto reprodutivo anônimo e impessoal. Esses e outros poemas, incluindo seus poemas de 1955-66 sobre história, apareceram em "Homenagem a Clio" (1960). Seu livro de prosa "A mão do tintureiro" (1962) reuniu muitas das palestras que ele deu em Oxford como professor de poesia em 1956-61, junto com versões revistas de ensaios e notas escritos desde meados da década de 1940.
Entre os novos estilos e formas no período final da obra de Auden, estão haiku e tanka que ele começou a escrever depois que ele traduziu a obra "Marcações", de Dag Hammarskjöld. Uma sequência de quinze poemas sobre sua casa na Áustria, "Ação de graças por um habitat", escrita em vários estilos que incluíram uma imitação de William Carlos Williams, apareceu em "Sobre a casa" (1965), junto com outros poemas que incluíram sua reflexão sobre suas viagens de palestra, "Sobre o circuito". No final da década de 1960, ele escreveu alguns de seus mais vigorosos poemas, incluindo "Perfil de rio" e dois poemas que olharam para sua vida passada, "Prólogo aos sessenta" e "Quarenta anos em diante". Todos eles apareceram em "Cidade sem muros" (1969). Sua paixão de vida inteira pela lenda islandesa culminou na sua tradução em versos do "Edda mais velho" (1969). Entre seus últimos temas, estava o "cristianismo sem religião" que ele aprendeu parcialmente de Dietrich Bonhoeffer, a quem ele dedicou seu poema "Criança da sexta-feira".
"Um certo mundo: um livro comum" (1970) foi uma espécie de autorretrato composto por citações favoritas com comentário, arranjadas por tema em ordem alfabética. Seu último livro em prosa foi uma seleção de ensaios e críticas, "Prefácios e posfácios" (1973). Seus últimos livros em verso, "Epístola para um afilhado" (1972) e o inacabado "Obrigado, névoa" (publicado postumamente, em 1974) incluem poemas reflexivos sobre linguagem ("Linguística natural", "Alvorada"), filosofia e ciência ("Não, Platão, não", "Imprevisível porém providencial") e seu próprio envelhecimento ("Uma saudação de ano-novo", "Falando comigo mesmo", "Uma canção [o barulho do trabalho é subjugado]"). Seu último poema completo foi "Arqueologia", sobre ritual e ausência de tempo, dois temas recorrentes em seus últimos anos.

### Reputação e influência
A importância de Auden na literatura moderna tem sido contestada. A crítica mais comum da década de 1930 em diante o qualifica como o terceiro poeta anglo-irlandês mais importante do século XX, depois de Yeats e Eliot. Uma parcela menor da crítica, mais proeminente em anos recentes, o qualifica como o maior dos três. As opiniões variam desde a de Hugh MacDiarmid, que o qualificava como "um completo fiasco", até a de F. R. Leavis, que escreveu que o estilo irônico de Auden era "autodefensivo, autoindulgente ou meramente irresponsável", a de Harold Bloom, que escreveu "Feche seu Auden, e abra seu [Wallace] Stevens", e a do obituarista do The Times, que escreveu: "W. H. Auden, há tempos o enfant terrible da literatura inglesa... emerge como seu mestre incontestável". Joseph Brodsky escreveu que Auden tinha "a maior mente do século XX".
As críticas em relação a Auden variaram desde o início. Comentando o primeiro livro de Auden, "Poemas" (1930), Naomi Mitchison escreveu: "se este é realmente apenas o começo, talvez possamos esperar por um mestre". Mas John Sparrow, lembrando o comentário de Mitchison em 1934, desprezou o trabalho inicial de Auden como "um monumento aos objetivos equivocados que prevalecem entre os poetas contemporâneos e o fato de que... ele está sendo saudado como 'um mestre' mostra como a crítica está ajudando a poesia em seu caminho de queda".
O estilo irônico, satírico e cortado de Auden na década de 1930 foi largamente imitado por poetas mais jovens como Charles Madge, que escreveu, num poema: "lá esperou por mim na manhã de verão/ Auden ferozmente. Eu li, estremeci e soube". Ele foi amplamente descrito como o líder de um "grupo de Auden" que reunia seus amigos Stephen Spender, Cecil Day-Lewis e Louis MacNeice. Os quatro foram zombados pelo poeta Roy Campbell como se fossem um único poeta indiferenciado chamado "Macspaunday". As peças poéticas propagandísticas de Auden, incluindo "O cachorro abaixo da pele" e "A subida do F6", e seus poemas políticos como "Espanha" lhe deram a reputação de um poeta político que escrevia num estilo acessível e progressista, em contraste com Eliot; mas essa posição política gerou opiniões contrárias, como a de Austin Clarke, que qualificou a obra de Auden como "liberal, democrática e humana", e a de John Drummond, que escreveu que Auden usou mal "um popular e característico truque, a imagem generalizada", para apresentar, ostensivamente, visões esquerdistas que estavam, na realidade, "confinadas à experiência burguesa".
A partida de Auden para os Estados Unidos em 1939 foi debatida na Grã-Bretanha (e, por uma vez, até no parlamento), com alguns a encarando como uma traição. Defensores de Auden como Geoffrey Grigson, numa introdução a uma antologia de poesia moderna de 1949, escreveu que Auden "paira acima de tudo". Sua importância é sugerida por títulos de livros como "Auden e depois" (1942), de Francis Scarfe, e "A geração de Auden" (1977), de Samuel Haynes.
Nos Estados Unidos, a partir do final da década de 1930, o tom irônico das estrofes de Auden se tornou influente: John Ashbery lembrou que, na década de 1940, Auden "era o poeta moderno". As influências formais de Auden eram tão penetrantes na poesia estadunidense que o estilo extático da geração beat foi, em parte, uma reação a sua influência. Da década de 1940 até a década de 1960, muitos críticos lamentaram que a obra de Auden declinara desde seu início promissor: Randal Jarrel escreveu uma série de ensaios criticando os trabalhos recentes de Auden, e a obra "O que aconteceu com Wystan?" (1960), de Philip Larkin, causou um grande impacto.
Depois de sua morte, alguns de seus poemas, principalmente "Blues do funeral", "Museu de belas-artes", "Blues do refugiado", "O cidadão desconhecido" e "Primeiro de setembro de 1939", se tornaram conhecidos de um público muito mais amplo do que durante a vida de Auden, através de filmes, transmissões e mídia popular.
O primeiro estudo profundo sobre Auden foi a obra "Auden: um ensaio introdutório" (1951), de Richard Hoggart, que concluiu que "a obra de Auden, então, é uma força civilizatória". Ela foi seguida por "A criação do cânon de Auden" (1957), de Joseph Warren Beach, uma crítica das revisões de Auden de seus trabalhos iniciais. A primeira crítica sistemática foi "A poesia de W. H. Auden: a ilha desencantada" (1963), de Monroe K. Spears, "escrita a partir da convicção de que a poesia de Auden pode oferecer, ao leitor, entretenimento, instrução, excitação intelectual e uma variedade pródiga de prazeres estéticos, tudo numa abundância generosa que é única em nosso tempo".
Auden foi um dos três candidatos recomendados pelo comitê Nobel à Academia Sueca para o Nobel de Literatura em 1963 e 1965, e um dos seis recomendados para o prêmio em 1964. Na época de sua morte em 1973, ele já ganhara a reputação de um respeitado político idoso, e uma pedra memorial foi erigida para ele no Canto do Poeta, na abadia de Westminster, em 1974. A Encyclopædia Britannica escreve que "na época da morte de Eliot em 1965... era razoável supor que Auden era o sucessor de Eliot, assim como este havia sido o natural sucessor de Yeats em 1939". Com algumas exceções, os críticos britânicos tenderam a considerar seu trabalho inicial como o melhor, enquanto os críticos estadunidenses tenderam a preferir seu trabalho médio e final.
Outro grupo de críticos e poetas manteve a tese de que, ao contrário de outros poetas modernos, a reputação de Auden não declinou a partir de sua morte, e a influência de seus últimos escritos foi especialmente forte em poetas estadunidenses mais jovens, como John Ashbery, James Merrill, Anthony Hecht e Maxine Kumin. Típicas avaliações posteriores o descrevem como "compreensivelmente o maior poeta do século [XX]" (Peter Parker e Frank Kermode), que "agora claramente parece ser o maior poeta em língua inglesa desde Tennyson" (Philip Hensher).
O reconhecimento público da obra de Auden aumentou logo após que seu "Blues do funeral (parem todos os relógios)" foi lido em voz alta no filme "Quatro Casamentos e Um Funeral" (1994); subsequentemente, uma edição em panfleto de dez de seus poemas, "Diga-me a verdade sobre o amor", vendeu mais de 275 000 cópias. Em 1995, foi lançado o filme "Antes do amanhecer", no qual o protagonista recita um trecho do poema "Enquanto eu caminhava fora numa noite", de Auden. Depois de 11 de setembro de 2001, seu poema de 1939 "Primeiro de setembro de 1939" circulou amplamente e foi muito veiculado nos meios de comunicação. Leituras públicas e transmissões em sua homenagem no Reino Unido e nos Estados Unidos em 2007 marcaram o ano de seu centenário.
Acima de tudo, a poesia de Auden foi celebrada por suas conquistas técnicas e estilísticas, seu engajamento com a política, a moral, o amor e a religião, e sua variedade em tom, forma e conteúdo.
Pedras e placas memoriais comemorando Auden podem ser encontradas: na abadia de Westminster; no seu local de nascimento, no número 54 da rua Bootham, em York; perto de sua casa na estrada Lordswood, em Birmingham; na capela da Igreja de Cristo, em Oxford; no local do seu apartamento no número 1 do terraço Montague, em Brooklyn Heights; no seu apartamento no número 77 da praça de São Marcos, em Nova Iorque (danificada e agora removida); no local de sua morte, no número 5 de Walfischgasse, em Viena; e na Calçada da Honra Arco-íris, em São Francisco. Na sua casa em Kirchstetten, seu estúdio pode ser visitado mediante agendamento.

## Obras publicadas
A lista seguinte inclui apenas os livros de poemas e ensaios que Auden preparou durante sua vida.
Livros
- Poems (Londres, 1930; segunda edição, sete poemas substituídos, Londres, 1933; inclui a peça Paid on Both Sides: A Charade;[105] dedicado a Christopher Isherwood.).
- The Orators: An English Study (Londres, 1932, verso e prosa; versão levemente revisada, Londres, 1934; versão revisada com novo prefácio, Londres, 1966; Nova Iorque, 1967) (dedicado a Stephen Spender).
- The Dance of Death (Londres, 1933, peça) (dedicada a Robert Medley e Rupert Doone).
- Poems (Nova York, 1934; contém Poems [edição de 1933], The Orators [edição de 1932], e The Dance of Death).
- The Dog Beneath the Skin (Londres, Nova York, 1935; peça, com Christopher Isherwood) (dedicado a Robert Moody).
- The Ascent of F6 (Londres, 1936; segunda edição, 1937; Nova York, 1937; peça, com Christopher Isherwood) (dedicado a John Bicknell Auden).
- Look, Stranger! (Londres, 1936, poemas; edição estadunidense, On This Island, Nova York, 1937) (dedicado a Erika Mann)
- Letters from Iceland (Londres, Nova York, 1937; verso e prosa, com  Louis MacNeice)[106] (dedicado a George Augustus Auden).
- On the Frontier (Londres, 1938; Nova York 1939; peça, com Christopher Isherwood) (dedicado a Benjamin Britten).
- Journey to a War (Londres, Nova York, 1939; verso e prosa, com Christopher Isherwood)[106] (dedicado a E. M. Forster).
- Another Time (Londres, Nova York 1940; poesia) (dedicado a Chester Kallman).
- The Double Man (Nova York, 1941, poemas; versão britânica, New Year Letter, Londres, 1941) (dedicado a Elizabeth Mayer).
- For the Time Being (Nova York, 1944; Londres, 1945; dois longos poemas: "The Sea and the Mirror: A Commentary on Shakespeare's The Tempest", dedicado a James e Tania Stern, e "For the Time Being: A Christmas Oratorio", em memória de Constance Rosalie Auden [mãe de Auden]).
- The Collected Poetry of W. H. Auden (Nova York, 1945; inclui novos poemas) (dedicado a Christopher Isherwood e Chester Kallman). Texto completo.[107]
- The Age of Anxiety: uma écloga barroca (Nova York, 1947; Londres, 1948; verso; ganhou o prémio Pulitzer de Poesia de 1948) (dedicado a John Betjeman).
- Collected Shorter Poems, 1930–1944 (Londres, 1950; similar ao Collected Poetry de 1945 ) (dedicado a Christopher Isherwood e Chester Kallman).
- The Enchafèd Flood (Nova York, 1950; Londres, 1951; prosa) (dedicado a Alan Ansen).[108]
- Nones (Nova York, 1951; Londres, 1952; poemas) (dedicado a Reinhold e Ursula Niebuhr)
- The Shield of Achilles (Nova York, Londres, 1955; poemas) (ganhou o Prêmio Nacional do Livro de Poesia de 1956)[109] (dedicado a Lincoln e Fidelma Kirstein).
- Homage to Clio (Nova York, Londres, 1960; poemas) (dedicado a E. R. e A. E. Dodds).
- The Dyer's Hand (Nova York, 1962; Londres, 1963; ensaios) (dedicado a Nevill Coghill).[110]
- About the House (Nova York, Londres, 1965; poemas) (dedicado a Edmund e Elena Wilson).
- Collected Shorter Poems 1927–1957 (Londres, 1966; Nova York, 1967) (dedicado a Christopher Isherwood e Chester Kallman).
- Collected Longer Poems (Londres, 1968; Nova York, 1969).
- Secondary Worlds (Londres, Nova York, 1969; prosa) (dedicado a Valerie Eliot).[111]
- City Without Walls and Other Poems (Londres, Nova York, 1969) (dedicado a Peter Heyworth).
- A Certain World: A Commonplace Book (Nova York, Londres, 1970; citações com comentário) (dedicado a Geoffrey Grigson).[112]
- Epistle to a Godson and Other Poems (Londres, Nova York, 1972) (dedicado a Orlan Fox).
- Forewords and Afterwords (Nova York, Londres, 1973; ensaios) (dedicado a Hannah Arendt).
- Thank You, Fog: Last Poems (Londres, Nova York, 1974) (dedicado a Michael e Marny Yates).

Roteiros de filmes e libretos de ópera
- Coal Face (1935, coro de encerramento para um documentário da GPO Film Unit).
- Night Mail (1936, narrativa para um documentário da GPO Film Unit, não publicado separadamente exceto como uma nota de programa).
- Paul Bunyan (1941, libreto para uma opereta de Benjamin Britten; não publicada até 1976).[113]
- The Rake's Progress (1951, com Chester Kallman, libreto para uma ópera de Igor Stravinsky).[113]
- Elegy for Young Lovers (1956, com Chester Kallman, libreto para uma ópera de Hans Werner Henze).[113]
- The Bassarids (1961, com Chester Kallman, libreto para uma ópera de Hans Werner Henze baseada em As Bacantes, de Eurípides).[113]
- Runner (1962, narrativa de filme documentário para a National Film Board of Canada)[113]
- Love's Labour's Lost (1973, com Chester Kallman, libreto para uma ópera de Nicolas Nabokov, baseada na peça de Shakespeare).[113]

Colaborações musicais
- Our Hunting Fathers (1936, ciclo de canções escritas para Benjamin Britten)
- An Evening of Elizabethan Verse and its Music (gravação de 1954 com a New York Pro Musica Antiqua, diretor Noah Greenberg; Auden recitou os versos do texto)
- The Play of Daniel (1958, narração em versos para uma produção da  New York Pro Musica Antiqua, diretor Noah Greenberg)[113]